# Anastase Murekezi
Anastase Murekezi (né le 5 juin 1952) est un homme d'État rwandais, ancien ministre de l'Agriculture, puis de la Fonction et du Travail (Judith Uwizeye lui succède à ce poste). Il est Premier ministre du 24 juillet 2014 au 30 août 2017, succédant à Pierre Habumuremyi.